# Рамзейер, Михаил Вадимович
Михаил Вадимович Рамзейер (фр. Mikhaïl Wadimovitch Ramseier, род. 1964, Швейцария) — швейцарский франкоязычный писатель, поэт, журналист и редактор, анархист. Представлял Швейцарию на Льежском биеннале поэзии в 1996 и 2-м Московском международном фестивале поэзии, а также получил литературную премию архипелага Сен-Пьер и Микелон в 2011 году.

## Биография
Родился в 1964 году. По происхождению русский (иммиграция после революции, семейные ветви: Калинин и Кибардин из Вятки). Объехал как путешественник весь мир (особенно Индию), перепробовал множество профессий. С 1989 г. работает как журналист, в том числе редактирует ежемесячное двуязычное издание для русских в Швейцарии «Ours blanc / Белый медведь». Автор 5 стихотворных книг (первая — 1981), а также 3 романов.
Помимо его поэтических публикаций, его сочинения, как правило, имеют тенденцию анархо-индивидуализма, которую он демонстрировал в своем историческом очерке Черная вуаль. Один из двух романов выпущен в 2008 году, его последняя статья предлагает историю казачества и либертарианских бунтов.
Он сказал, что человек борется за то, что ему не хватает больше всего. Для нападающего, это — свобода. Свобода должна быть полной и для каждого.

## Произведения

### Поэмы
- Le Démon du silence ; Perret-Gentil, Женева, 1981
- Vie et mort d’un vieillard ; Perret-Gentil, Женева, 1983
- Les Îles au nord du monde ; Perret-Gentil, Женева, 1985
- Cuivre érable ; Nemo, Женева, 1993
- Fièvres dans la nuit ; St-Germain-des-Prés, Париж, 1996

### Романы
- Black market ; Nemo, Женева, 2020
- Marges (Les Particules réfractaires - 3) ; Nemo, Женева, 2016
- Hooligans (Les Particules réfractaires - 2) ; Coups de tête, Монреаль, 2014
- Catacombes (Les Particules réfractaires - 1) ; Coups de tête, Монреаль, 2014
- Noir Linceul ; Coups de tête, Монреаль, 2013
- Nigrida ; Coups de tête, Монреаль, 2012
- Otchi Tchornya ; Coups de tête, Монреаль, 2010
- Pulpa negra ; Nemo, Женева, 2008
- Journal d’un Naufragé ; Nemo, Женева, 2008

### Испытания
- Cosaques ; Nemo, Женева, 2009
- La Voile noire : aventuriers des Caraïbes et de l’océan Indien ; Favre, Лозанна, 2006

### Работы
- Санкт-Петербург ; Les Guides noirs, Женева, 1998 и 2000
- Москва ; Les Guides noirs, Женева, 2000

### Повести и рассказы
- Regards sur la Bretagne, Isoète, Рен, 1989
- Célébrations des nourritures, Ouverture, Лозанна, 1990
- Regards sur Coppet, Cabédita, Лозанна, 1995
- Omnibus, Nemo, Женева, 1990—1995
- Unwalkers, Париж, 2015